# (400005) 2006 HD72
(400005) 2006 HD72 es un asteroide perteneciente al cinturón de asteroides, descubierto el 25 de abril de 2006 por el equipo del Spacewatch desde el Observatorio Nacional de Kitt Peak, Arizona, Estados Unidos.

## Designación y nombre
Designado provisionalmente como 2006 HD72.

## Características orbitales
2006 HD72 está situado a una distancia media del Sol de 2,421 ua, pudiendo alejarse hasta 2,776 ua y acercarse hasta 2,067 ua. Su excentricidad es 0,146 y la inclinación orbital 5,175 grados. Emplea 1376,70 días en completar una órbita alrededor del Sol.

## Características físicas
La magnitud absoluta de 2006 HD72 es 18.